# Enrique Urbizu Jáuregui
Enrique Urbizu Jáuregui (Bilbao, 1962) és un guionista i director de cinema basc.
És llicenciat en ciències de la informació (branca de publicitat) per la Universitat del País Basc. Després de diversos curts dirigeix el 1987 el seu primer llargmetratge, Tu novia está loca, comèdia d'embolics que va comptar amb una parella d'actors ja coneguts: Antonio Resines i María Barranco. El 1991 va dirigir Todo por la pasta, una mena de road movie.
Urbizu es trasllada a Madrid, on dirigeix dues comèdies d'encàrrec per al productor Andrés Vicente Gómez, el 1994 Cómo ser infeliz y disfrutarlo i el 1995 Cuernos de mujer. Ambdues pel·lícules estaven basades en uns llibres de la periodista Carmen Rico-Godoy. Paral·lelament adapta un relat d'Arturo Pérez-Reverte, Cachito, que li donarà peu per treballar també en el guió de l'adaptació cinematogràfica d'una altra novel·la de Pérez-Reverte, El club Dumas, que, amb el títol de La novena porta, la dirigeix Roman Polanski el 1999.
El 2002 dirigeix La caja 507, un thriller que aconsegueix dos premis Goya i altres premis en diversos festivals. L'any següent dirigeix La vida mancha.
El 17 de desembre de 2006 es va convertir en vicepresident primer de l'Acadèmia de Cinema, en resultar guanyadora la candidatura encapçalada per Ángeles González-Sinde.

## Filmografia

### Cinema
| - Tu novia está loca (1988) - Todo por la pasta(1991) - Los justicieros(1992) - Cómo ser infeliz y disfrutarlo(1994) - Cuernos de mujer(1995) - Cachito (1995) - La caja 507 (2002) - La vida mancha (2003) - No habrá paz para los malvados (2011) | - Cachito (1995) - La novena puerta (1999) - La caja 507 (2002) - Castillos de cartón (2009) - No habrá paz para los malvados (2011) | - Otro verano (2013) |

### Televisió
| - Pepe Carvalho (1999) - Películas para no dormir: Adivina quién soy (2006) - Alatriste (2014) - Gigantes (2018-19) - Libertad (2020) | - Películas para no dormir: Adivina quién soy (2006) |

## Premis i nominacions
| Any  | Premi                                              | Categoria                                                           | Títol                          | Resultat  |
| ---- | -------------------------------------------------- | ------------------------------------------------------------------- | ------------------------------ | --------- |
| 2003 | Cognac Festival du Film Policier                   | Grand Prix Critics Award Special Prize of the Police Audience Award | La caja 507                    | Guanyador |
| 2003 | Premis Turia                                       |                                                                     | La caja 507                    | Guanyador |
| 2003 | Premis Sant Jordi                                  | Millor pel·lícula espanyola                                         | La caja 507                    | Guanyador |
| 2003 | Festival de Cinema Espanyol de Màlaga              |                                                                     | La vida mancha                 | Nominat   |
| 2004 | Premis Turia                                       |                                                                     | La vida mancha                 | Guanyador |
| 2004 | Nantes Spanish Film Festival                       | Millor pel·lícula                                                   | La vida mancha                 | Guanyador |
| 2004 | Premi Cercle d'Escriptors Cinematogràfics, Espanya | Millor director                                                     | La vida mancha                 | Nominat   |
| 2011 | Festival Internacional de Cinema de Sant Sebastià  | Millor pel·lícula                                                   | No habrá paz para los malvados | Nominat   |
| 2012 | Premi Cercle d'Escriptors Cinematogràfics, Espanya | Millor pel·lícula Millor director                                   | No habrá paz para los malvados | Guanyador |
| 2012 | Premi Cercle d'Escriptors Cinematogràfics, Espanya | Millor guió original                                                | No habrá paz para los malvados | Nominat   |
| 2012 | Fotogramas de Plata                                | Millor pel·lícula espanyola                                         | No habrá paz para los malvados | Guanyador |
| 2012 | Premis Gaudí                                       | Millor pel·lícula europea                                           | No habrá paz para los malvados | Nominat   |
| 2012 | Premis Goya                                        | Millor director Millor guió original                                | No habrá paz para los malvados | Guanyador |
| 2012 | Premis Turia                                       | Millor pel·lícula espanyola                                         | No habrá paz para los malvados | Guanyador |